# Václav z Dubé
Václav z Dubé (1380/1390? – 1424/1425?) byl český šlechtic a příslušník rodu pánů z Dubé. Od roku 1419 do roku 1420 byl nejvyšším zemským podkomořím, později se stal i nejvyšším purkrabím a purkrabím Pražského hradu. Doprovázel Jana Husa do Kostnice a na straně katolíků se účastnil křižáckých výprav proti husitům.

## Život

### První zmínky
Václav z Dubé se narodil mezi lety 1380 až 1390; pravděpodobně na hradě Leštně, v současné době známém jako zámek Líšno, nebo v Bystřici. Jeho rodiči byli Beneš I. z Dubé a Markéta ze Zvířetic, kteří spolu měli ještě další čtyři potomky: syny Ondřeje, Jana a Beneše (II.) a dceru Annu.
První zmínka o Václavovi pochází z roku 1398 z Libri erectionum, kdy je již jeho matka Markéta uváděna jako vdova a její děti jako Benešovi dědicové. Minimálně od roku 1413 pak byl ve službách Zikmunda Lucemburského, který ho tehdy povolal z Benátek, aby mohl dělat průvodce Janu Husovi do Kostnice (společně s Janem Kepkou z Chlumu). Další zmínka je z následujícího roku, kdy byl jmenován komárňanským županem a byl jím až do roku 1417.

### Vstup do služeb Zikmunda Lucemburského
Do Zikmundových služeb se mohl dostat díky jeho mladší sestře Markétě, které možná sloužil, nebo díky přímluvě Ondřeje VI. a Vaňka z Dubé, Václavových strýců vystupujících na královském dvoře. Ať tak, či tak, jisté je, že jej tehdejší římsko-německý král vyslal na tažení do Benátek, se kterými byl v dlouhodobém sporu o Dalmácii. Roku 1414 byl ale Zikmundem povolán, aby doprovázel Jana Husa do Kostnice, a tak se musel přesunout z Benátek do současného jihozápadního Německa.
Ačkoliv byl Václav z Dubé celý život katolíkem, přátelil se s Janem Husem a vedl s ním i korespondenci.
Kolem roku 1415 se oženil s Markétou z Rychmburka, dcerou Smila Flašky z Pardubic a sestrou Aleše Flašky z Rychmburka.

### První křížová výprava proti husitům
1419 král Václav IV. zemřel a na jeho místo měl nastoupit bratr Zikmund. Ačkoliv zpočátku byly jeho vztahy s husity relativně klidné, nakonec se rozhodl vojensky zasáhnout a zastrašit radikální měšťanstvo i šlechtu. Ta mezitím sepsala manifest, kterým označila Zikmunda za nevhodného pro kralování, podepsal ho například i dosavadní nejvyšší purkrabí Čeněk z Vartemberka.
Na přelomu roku 1419 a 1420 se Zikmund Lucemburský v čele s českými šlechtici, Václava z Dubé nevyjímaje, snažil o přivedení husitské Plzně k poslušnosti. Královská vojska začala město obléhat a tomu se vydali na pomoc Jan Žižka z Trocnova a Břeněk Švihovský z Dolan. Ti ale čelili několikanásobné přesile a pod tlakem okolností nakonec přistoupili na návrhy pražanů a uzavřeli s královskými dohodu, jež měla zaručit obyvatelům svobodu přijímání z kalicha a možnost volného odchodu. 23. března byla tedy Plzeň vydána, Zikmund se ale rozhodl dohodu nedodržet a o dva dny později kolonu husitů napadl. Krátce nato se proti novému králi obrátila většina země.
Václav z Dubé se během roku 1420 stal nejvyšším zemským purkrabím a zároveň purkrabím Pražského hradu. Situace v Praze byla ale napjatá, probíhaly neustálé boje mezi královskými vojáky a Pražany. Václav nakonec sjednal i šestidenní příměří a snažil se o vyřešení problémů, Zikmund ale vyžadoval kapitulaci Prahy a na jiné podmínky nechtěl přistoupit. Do města se tedy vydaly oddíly husitů, které měl zastavit výpad vedený Václavem z Dubé a několika dalšími šlechtici. Útok byl ale odražen a táborští do města dorazili.
Nakonec došlo i na vyjednávání, z královy strany jej iniciovali hlavně pán z Dubé a Jindřich z Plumova, která ale byla neúspěšná. I přesto se ale Zikmund nechal 28. července 1420 pod ochranou křižáckého vojska korunovat na českého krále. Zakrátko opustil Prahu a pobýval ve Slaném, později toho roku jmenoval Václava z Dubé, Oldřicha z Rožmberka a Petra ze Šternberka hejtmany bechyňského a prácheňského kraje.

### Pozdější léta
I druhého křižáckého tažení proti husitům se Václav z Dubé pravděpodobně zúčastnil, oproti tomu jeho účast na třetí výpravě je nejistá. Pán z Dubé v té době působil nejen na Moravě, ale i v Bratislavě. Roku 1424 je pak zmiňován jako zastupitel Budína a Zikmund mu daruje hrad Žleby, což je vůbec poslední zmínka o Václavu z Dubé.
Není známo, kdy nebo kde zemřel, ani místo pochování. Patrně se tak stalo na přelomu roku 1424 a 1425. Zemřel tedy poměrně mladý a bezdětný (nebo se žádný z jeho potomků s Markétou nedožil dospělosti).

## Majetek
Jeho rodovým majetkem byl hrad Leštno. Roku 1416 byl Václavovi královským výnosem udělen Humpolec. O pět let později, pravděpodobně za zásluhy během protihusitského tažení, získal hrady Bzenec a Lanšperk. Roku 1424 dostal od Zikmunda hrad Žleby.